# Max Maldacker
Max Maldacker (* 26. Februar 1955 in Schramberg) ist ein pensionierter deutscher Diplomat. Er war von Juli 2017 bis zur Pensionierung deutscher Generalkonsul in Lyon. Seit April 2021 vertritt er die deutsch-französische Handelskammer in der Region Auvergne-Rhône-Alpes und schreibt eine monatliche Kolumne für das Wirtschaftsmagazin „Acteurs du franco-allemand“.

## Leben
Nach dem Abitur im Jahr 1974 leistete er seinen Wehrdienst.
Von 1976 bis 1982 studierte er Geschichte in Tübingen, Wien, Paris, Venedig und Bonn.
Von 1983 bis 1985 absolvierte er seine Attachéausbildung in Bonn. Danach arbeitete er dort ein Jahr im Referat für Öffentlichkeitsarbeit. Es folgte ein erster Auslandsposten im deutschen Generalkonsulat in Chicago. Von 1986 bis 1989 arbeitete er als stellvertretender Missionschef an der Botschaft in Dhaka (Bangladesch). Zurück in Bonn wurde er persönlicher Referent des Koordinators für deutsch-französische Beziehungen, Gerhard Stoltenberg. An der Ständigen Vertretung der Bundesrepublik Deutschland bei der Europäischen Union in Brüssel war er von 1995 bis 1999 als Referent mit der Zuständigkeit für das Europäische Parlament eingesetzt. Anschließend folgte eine Tätigkeit im Bundestag als europapolitischer Referent sowie von 2002 bis 2006 als politischer Referent an der Botschaft in London.
Während der deutschen Ratspräsidentschaft in der EU war Max Maldacker Protokollreferent an der Vertretung in Brüssel und kehrte danach als Leiter des UNESCO-Referats nach Berlin zurück. 2007 machte die Staatsministerin im Auswärtigen Amt, Cornelia Pieper, ihn zu ihrem Büroleiter. Von 2013 bis 2016 war er Gesandter und Leiter der Presseabteilung an der Botschaft Paris. Von 2016 bis 2017 war er diplomatischer Berater bei der OECD in Paris, bis er im Juli 2017 Generalkonsul in Lyon wurde; am 30. Juli 2020 wurde er in dieser Funktion von Thomas Pröpstl abgelöst.
Max Maldacker ist mit einer Belgierin verheiratet und hat drei Kinder. Er spricht Französisch, Englisch, Italienisch und Niederländisch. Außerdem wurde er zum Chevalier de l’Ordre National des Arts et des Lettres und zum Freeman of the City of London ernannt.
Er setzt sich zudem für eine enge Zusammenarbeit auf dem deutsch-französischen Arbeitsmarkt ein.